# Ernesto Levorati
Ernesto Levorati, fl.  1876 - 1898, est un peintre italien, principalement de sujets de genre dans des costumes d'époque des premiers siècles vénitiens.

## Biographie

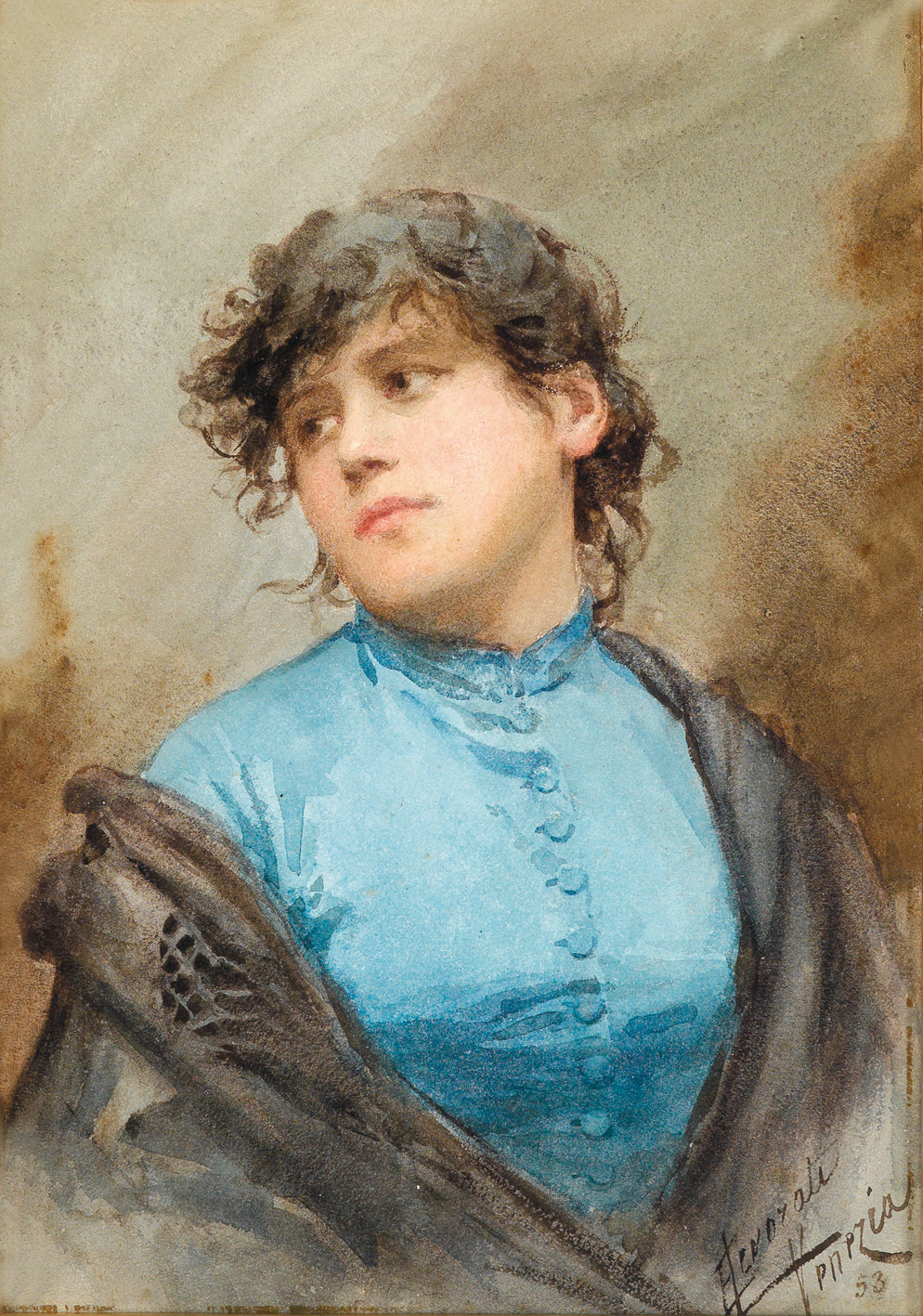
Jeune femme en blouse bleue (1853)

Il réside à Venise à partir de 1884 et ensuite à Susegana.
En 1874 à Milan, il réalise Intérieur de l'église de Santa Maria dei Frari. En 1885, il expose Popolana. En 1880, à Turin, il expose Scène veneziane ; en 1881 à Milan, Una Ninetta et Un acquaiolo ; à Rome, Il mio piccino et Rio Santa Barbara di notte ; à Turin, en 1884, Automne et Printemps. ; à Milan en 1885, Verso Sera et Quiete ; à Venise, en 1887, I Figli en Afrique et Tipi veneziano. Il expose également à Milan Testa di Ragazza (1890) et Idillio (1893). Sa dernière œuvre connue exposée en 1898 est   Portrait d'un jeune garçon,.